# Município de Defiance (condado de Defiance, Ohio)
Localização do Ohio nos E.U.A.
O município de Defiance (em inglês: Defiance Township) é um município localizado no condado de Defiance no estado estadounidense de Ohio. No ano 2010 tinha uma população de 13178 habitantes e uma densidade populacional de 164,88 pessoas por km².

## Geografia
O município de Defiance encontra-se localizado nas coordenadas 41° 14′ 49″ N, 84° 23′ 55″ O. Segundo a Departamento do Censo dos Estados Unidos, o município tem uma superfície total de 79.93 km², da qual 77.06 km² correspondem a terra firme e (3.59%) 2.87 km² é água.

## Demografia
Segundo o censo de 2010, tinha 13178 pessoas residindo no município de Defiance. A densidade de população era de 164,88 hab./km².